# Strumigenys bernardi
Strumigenys bernardi är en myrart som beskrevs av Brown 1960. Strumigenys bernardi ingår i släktet Strumigenys och familjen myror. Inga underarter finns listade i Catalogue of Life.